# 車秀妍
車秀妍（韓語：차수연，1981年8月15日—），韓國女演員。

## 演出作品

### 電視劇
- 2004年：KBS《你會知道的》
- 2005年：OCN《昏謎》飾演 蘇熙
- 2007年：MBC《狗和狼的時間》飾演 雪蜜
- 2008年：KBS《他們的世界》飾演 李延熙
- 2010年：MBC《暴風的戀人》飾演 李泰希
- 2011年：KBS《Drama Special－Hair Show》飾演 金敏熙
- 2011年：MBC《千次的吻》飾演 韓郁京
- 2012年：SBS《我的愛蝴蝶夫人》飾演 穆水晶
- 2014年：tvN《詐欺遊戲》飾演 李允珠
- 2015年：SBS《我的心一閃一閃》飾演 車藝琳
- 2015年：tvN《不哭鳥》
- 2016年：KBS《Master－麵條之神》
- 2018年：Channel A《十二夜》飾演 尹紅珠
- 2018年：SBS《命運與憤怒》飾演 具賢珠
- 2020年：SBS《Good Casting》飾演 沈華蘭
- 2020年：MBC every1《戀愛雖然麻煩，但更討厭孤獨！》飾演 趙智雅
- 2020年：JTBC《私生活》飾演 吳賢慶
- 2024年：MBC《美好世界》飾演 尹慧琴

### 電影
- 2008年：《美麗》
- 2009年：《五感圖》
- 2009年：《鬼瑜珈》
- 2009年：《NO BOYS, NO CRY》
- 2009年：《執刑者的告白》
- 2009年：《婚宴之後》
- 2011年：《愛的呼喚》
- 2012年：《火車》
- 2012年：《偵探上錯床（朝鲜语：간기남）》飾演 惠英
- 2014年：《我在路上最愛你》
- 2020年：《雙面追緝（朝鲜语：사라진 시간）》飾演 李英

### MV
- 2008年：BIGBANG《謊言》

## 外部連結
- 車秀妍的Instagram帳戶
- 車秀妍在NAVER上的资料
- 車秀妍在Daum上的资料